# Scaggsville
Scaggsville – jednostka osadnicza w Stanach Zjednoczonych, w stanie Maryland, w hrabstwie Howard.